# Symphoromyia truncata
Symphoromyia truncata är en tvåvingeart som beskrevs av Turner 1973. Symphoromyia truncata ingår i släktet Symphoromyia och familjen snäppflugor.
Artens utbredningsområde är Kalifornien. Inga underarter finns listade i Catalogue of Life.